# 华异蝽属
华异蝽属（学名：Tessaromerus）是异蝽科下的一个属。

## 下属物种
本属包括以下物种：
- 光华异蝽 Tessaromerus licenti Yang, 1939 646
- 宽腹华异蝽 Tessaromerus tuberlosus Hsiao et Ching, 1977